# Clasificación de UEFA para la Copa Mundial de Fútbol Playa FIFA 2011
La clasificación de la UEFA para la Copa Mundial de Fútbol Playa de FIFA 2011 fue un torneo de fútbol playa jugado en Bibione, Italia, desde el 11 de julio al 18 de julio de 2010, que determinó los cuatro equipos que clasificaron a la Copa Mundial de Fútbol Playa FIFA 2011 en Ravenna, Italia. Todos los partidos se jugaron en un estadio temporal en la playa de Piazzale Zenith en Bibione. El sorteo de la fase de grupos de la competencia se hizo a finales de junio de 2010. Las selecciones que llegaron a las semifinales del torneo lograron la clasificación para la copa del mundo fueron Rusia, Ucrania, Suiza y Portugal.
Los 27 equipos participantes fueron divididos 7 grupos de 4 equipos y un grupo de tres equipos.  
Los juegos de cada grupo se llevaron a cabo durante un período de tres días. Los dos mejores equipos en los 7 grupos se clasificaron automáticamente para la siguiente Ronda del torneo.  los Cuatro mejores equipos clasificaron para la Copa Mundial.

## Equipos participantes
| Equipos participantes | Equipos participantes | Equipos participantes | Equipos participantes |
| --------------------- | --------------------- | --------------------- | --------------------- |
| Andorra               | Austria               | Azerbaiyán            | Bielorrusia           |
| Bulgaria              | República Checa       | Inglaterra            | Estonia               |
| Francia               | Alemania              | Grecia                | Hungría               |
| Israel                | Italia                | Kazajistán            | Moldavia              |
| Países Bajos          | Noruega               | Polonia               | Portugal              |
| Rumania               | Rusia                 | España                | Eslovaquia            |
| Suiza                 | Turquía               | Ucrania               |                       |

## Primera fase

### Grupo A
| Equipo   | Pts | PJ | PG | PP | GF | GC | Dif |
| -------- | --- | -- | -- | -- | -- | -- | --- |
| Italia   | 6   | 2  | 2  | 0  | 7  | 3  | +4  |
| Turquía  | 3   | 2  | 1  | 1  | 7  | 5  | +2  |
| Alemania | 0   | 2  | 0  | 2  | 5  | 11 | -6  |

| Equipo 1 | Resultado | Equipo 2 |
| -------- | --------- | -------- |
| Turquía  | 1-2       | Italia   |
| Alemania | 3-6       | Turquía  |
| Italia   | 5-2       | Alemania |

### Grupo B
| Equipo       | Pts | PJ | PG | PP | GF | GC | Dif |
| ------------ | --- | -- | -- | -- | -- | -- | --- |
| Grecia       | 6   | 3  | 2  | 1  | 17 | 13 | +4  |
| España       | 6   | 3  | 2  | 1  | 15 | 8  | +7  |
| Países Bajos | 6   | 3  | 2  | 1  | 12 | 11 | +1  |
| Bulgaria     | 0   | 3  | 2  | 1  | 5  | 17 | -12 |

| Equipo 1     | Resultado | Equipo 2     |
| ------------ | --------- | ------------ |
| Grecia       | 6-5       | Países Bajos |
| Bulgaria     | 0-7       | España       |
| Grecia       | 6-2       | Bulgaria     |
| España       | 2-3       | Países Bajos |
| Países Bajos | 4-3       | Bulgaria     |
| España       | 6-5       | Grecia       |

### Grupo C
| Equipo     | Pts | PJ | PG | PP | GF | GC | Dif |
| ---------- | --- | -- | -- | -- | -- | -- | --- |
| Rumania    | 9   | 3  | 3  | 0  | 18 | 8  | +10 |
| Rusia      | 6   | 3  | 2  | 1  | 25 | 7  | +18 |
| Eslovaquia | 3   | 3  | 1  | 2  | 8  | 17 | -9  |
| Andorra    | 0   | 3  | 0  | 3  | 4  | 23 | -19 |

| Equipo 1   | Resultado | Equipo 2   |
| ---------- | --------- | ---------- |
| Rumania    | 8-2       | Andorra    |
| Eslovaquia | 1-11      | Rusia      |
| Rumania    | 5-3       | Eslovaquia |
| Rusia      | 11-1      | Andorra    |
| Andorra    | 1-4       | Eslovaquia |
| Rusia      | 3-5       | Rumania    |

### Grupo D
| Equipo     | Pts | PJ | PG | PP | GF | GC | Dif |
| ---------- | --- | -- | -- | -- | -- | -- | --- |
| Portugal   | 9   | 3  | 3  | 0  | 19 | 9  | +10 |
| Estonia    | 3   | 3  | 1  | 2  | 9  | 10 | -1  |
| Israel     | 3   | 3  | 1  | 2  | 11 | 15 | -4  |
| Inglaterra | 3   | 3  | 1  | 2  | 6  | 11 | -5  |

| Equipo 1   | Resultado | Equipo 2   |
| ---------- | --------- | ---------- |
| Inglaterra | 1-0       | Estonia    |
| Israel     | 3-7       | Portugal   |
| Portugal   | 6-3       | Estonia    |
| Inglaterra | 2-5       | Israel     |
| Portugal   | 6-3       | Inglaterra |
| Estonia    | 6-3       | Israel     |

### Grupo E
| Equipo      | Pts | PJ | PG | PP | GF | GC | Dif |
| ----------- | --- | -- | -- | -- | -- | -- | --- |
| Ucrania     | 6   | 3  | 2  | 1  | 18 | 14 | +4  |
| Suiza       | 6   | 3  | 2  | 1  | 22 | 13 | +9  |
| Hungría     | 5   | 3  | 2  | 1  | 16 | 21 | +5  |
| Bielorrusia | 0   | 3  | 0  | 3  | 10 | 18 | -8  |

| Equipo 1    | Resultado      | Equipo 2    |
| ----------- | -------------- | ----------- |
| Hungría     | 7-6            | Ucrania     |
| Bielorrusia | 3-7            | Suiza       |
| Suiza       | 5-6            | Ucrania     |
| Hungría     | 5-5 (4-3 pen.) | Bielorrusia |
| Suiza       | 10-4           | Hungría     |
| Ucrania     | 6-2            | Bielorrusia |

### Grupo F
| Equipo          | Pts | PJ | PG | PP | GF | GC | Dif |
| --------------- | --- | -- | -- | -- | -- | -- | --- |
| Francia         | 9   | 3  | 3  | 0  | 26 | 11 | +15 |
| Azerbaiyán      | 6   | 3  | 2  | 1  | 22 | 16 | +6  |
| República Checa | 3   | 3  | 1  | 2  | 14 | 18 | -4  |
| Kazajistán      | 0   | 3  | 0  | 3  | 5  | 22 | -17 |

| Equipo 1        | Resultado | Equipo 2        |
| --------------- | --------- | --------------- |
| República Checa | 4-5       | Azerbaiyán      |
| Kazajistán      | 1-5       | Francia         |
| Francia         | 10-8      | Azerbaiyán      |
| República Checa | 8-2       | Kazajistán      |
| Azerbaiyán      | 9-2       | Kazajistán      |
| Francia         | 11-2      | República Checa |

### Grupo G
| Equipo   | Pts | PJ | PG | PP | GF | GC | Dif |
| -------- | --- | -- | -- | -- | -- | -- | --- |
| Moldavia | 8   | 3  | 3  | 0  | 7  | 3  | +4  |
| Polonia  | 6   | 3  | 2  | 1  | 18 | 10 | +8  |
| Austria  | 3   | 3  | 1  | 2  | 8  | 14 | -6  |
| Noruega  | 0   | 3  | 0  | 3  | 8  | 14 | -6  |

| Equipo 1 | Resultado      | Equipo 2 |
| -------- | -------------- | -------- |
| Moldavia | 1-1 (1-0 pen.) | Polonia  |
| Noruega  | 2-3            | Austria  |
| Noruega  | 1-3            | Moldavia |
| Polonia  | 9-4            | Austria  |
| Austria  | 1-3            | Moldavia |
| Polonia  | 8-5            | Noruega  |

### Fase Final
|  | Octavos de final | Octavos de final |          |      | Cuartos de final | Cuartos de final |  |  | Semifinales | Semifinales |  |  | Final       | Final       |
|  | 15 de julio      | 15 de julio      |          |      | 16 de julio      | 16 de julio      |  |  | 17 de julio | 17 de julio |  |  | 18 de julio | 18 de julio |
|  |                  |                  |          |      |                  |                  |  |  |             |             |  |  |             |             |
|  |                  |                  |          |      |                  |                  |  |  |             |             |  |  |             |             |
|  |                  |                  |          |      |                  |                  |  |  |             |             |  |  |             |             |
|  | Rumania          | 6                |          |      |                  |                  |  |  |             |             |  |  |             |             |
|  | Rumania          | 6                |          |      |                  |                  |  |  |             |             |  |  |             |             |
|  | Estonia          | 2                |          |      |                  |                  |  |  |             |             |  |  |             |             |
|  | Estonia          | 2                | Rumania  | 3    |                  |                  |  |  |             |             |  |  |             |             |
|  |                  |                  |          | 3    |                  |                  |  |  |             |             |  |  |             |             |
|  |                  | Ucrania          | 6        |      |                  |                  |  |  |             |             |  |  |             |             |
|  | Ucrania          | Ucrania          | 6        | 6    |                  |                  |  |  |             |             |  |  |             |             |
|  | Ucrania          |                  |          | 6    |                  |                  |  |  |             |             |  |  |             |             |
|  | Países Bajos     | 0                |          |      |                  |                  |  |  |             |             |  |  |             |             |
|  | Países Bajos     | 0                | Ucrania  | 3(5) |                  |                  |  |  |             |             |  |  |             |             |
|  |                  |                  |          | 3(5) |                  |                  |  |  |             |             |  |  |             |             |
|  |                  | Suiza            | 3(4)     |      |                  |                  |  |  |             |             |  |  |             |             |
|  | Grecia           | Suiza            | 3(4)     | 5    |                  |                  |  |  |             |             |  |  |             |             |
|  | Grecia           |                  |          | 5    |                  |                  |  |  |             |             |  |  |             |             |
|  | Hungría          | 8                |          |      |                  |                  |  |  |             |             |  |  |             |             |
|  | Hungría          | 8                | Hungría  | 2    |                  |                  |  |  |             |             |  |  |             |             |
|  |                  |                  |          | 2    |                  |                  |  |  |             |             |  |  |             |             |
|  |                  | Suiza            | 3        |      |                  |                  |  |  |             |             |  |  |             |             |
|  | Suiza            | Suiza            | 3        | 6    |                  |                  |  |  |             |             |  |  |             |             |
|  | Suiza            |                  |          | 6    |                  |                  |  |  |             |             |  |  |             |             |
|  | Francia          | 4                |          |      |                  |                  |  |  |             |             |  |  |             |             |
|  | Francia          | 4                | Ucrania  | 4    |                  |                  |  |  |             |             |  |  |             |             |
|  |                  |                  |          | 4    |                  |                  |  |  |             |             |  |  |             |             |
|  |                  | Portugal         | 2        |      |                  |                  |  |  |             |             |  |  |             |             |
|  | Portugal         | Portugal         | 2        | 5    |                  |                  |  |  |             |             |  |  |             |             |
|  | Portugal         |                  |          | 5    |                  |                  |  |  |             |             |  |  |             |             |
|  | Azerbaiyán       | 2                |          |      |                  |                  |  |  |             |             |  |  |             |             |
|  | Azerbaiyán       | 2                | Portugal | 5(1) |                  |                  |  |  |             |             |  |  |             |             |
|  |                  |                  |          | 5(1) |                  |                  |  |  |             |             |  |  |             |             |
|  |                  | Polonia          | 5(0)     |      |                  |                  |  |  |             |             |  |  |             |             |
|  | Italia           | Polonia          | 5(0)     | 3    |                  |                  |  |  |             |             |  |  |             |             |
|  | Italia           |                  |          | 3    |                  |                  |  |  |             |             |  |  |             |             |
|  | Polonia          | 4                |          |      |                  |                  |  |  |             |             |  |  |             |             |
|  | Polonia          | 4                | Portugal | 6    |                  |                  |  |  |             |             |  |  |             |             |
|  |                  |                  |          | 6    |                  |                  |  |  |             |             |  |  |             |             |
|  |                  | Rusia            | 5        |      |                  |                  |  |  |             |             |  |  |             |             |
|  | Rusia            | Rusia            | 5        | 11   |                  |                  |  |  |             |             |  |  |             |             |
|  | Rusia            |                  |          | 11   |                  |                  |  |  |             |             |  |  |             |             |
|  | Turquía          | 2                |          |      |                  |                  |  |  |             |             |  |  |             |             |
|  | Turquía          | 2                | Rusia    | 8    |                  |                  |  |  |             |             |  |  |             |             |
|  |                  |                  |          | 8    |                  |                  |  |  |             |             |  |  |             |             |
|  |                  | España           | 4        |      |                  |                  |  |  |             |             |  |  |             |             |
|  | Moldavia         | España           | 4        | 1    |                  |                  |  |  |             |             |  |  |             |             |
|  | Moldavia         |                  |          | 1    |                  |                  |  |  |             |             |  |  |             |             |
|  | España           | 5                |          |      |                  |                  |  |  |             |             |  |  |             |             |
|  | España           | 5                |          |      |                  |                  |  |  |             |             |  |  |             |             |

## Campeón
| Bandera de Ucrania |
| Campeón Ucrania    |
| Primer título      |